# Estadio Alfonso Lastras Ramírez
El Estadio Alfonso Lastras Ramírez es un estadio de fútbol localizado en la ciudad de San Luis Potosí, San Luis Potosí, México. Estuvo en construcción desde 1998, y fue inaugurado el 25 de mayo de 1999.
Es el campo del Club Atlético de San Luis de la Liga MX, y actualmente tiene un aforo para 25 000 aficionados espectadores. Fue bautizado en honor al rector de la Universidad Autónoma de San Luis Potosí (1986-1995), Alfonso Lastras Ramírez, quien apoyó en gran medida el deporte potosino y fue cofundador de uno de los primeros clubes de fútbol de la ciudad, los Cachorros del Atlético Potosino.
En 2002, se lleva a cabo el primer encuentro importante en el estadio Alfonso Lastras, el cual fue ganado por el Club San Luis, con un marcador de 3-0 sobre el cuadro Atlético Chiapas; ambas escuadras militaban en la Primera División “A”.
El estadio ha sido escenario de dos finales de ascenso en la categoría de la Primera División A, en las que el San Luis FC se enfrentó a Veracruz y Querétaro. Cabe mencionar que en dicha final se registró un sobrecupo en los espectadores registrando 41 500 aficionados que llegaron 4 horas antes del partido y abarrotaron escalinatas, pasillos y tribunas del coloso de valle dorado.
También ha albergado una final de la Primera División Mexicana, en el Torneo Clausura 2006, en la cual el Club San Luis se enfrentó al Pachuca.
También ahí se jugó una eliminatoria para la Copa del Mundo de Alemania 2006 contra Guatemala en este estadio.
Así mismo, se ha presenciado un partido de preparación para la Copa Oro de Concacaf en 2007 entre México e Irán con marcador de 4-0 a favor de la selección mexicana. Un día antes de dicho partido se realizó un entrenamiento de la selección mexicana a puerta abierta, registrando un lleno a reventar por la afición potosina sin importar que la temperatura marcara cerca de 40 °C.
En 2008, el Alfonso Lastras se vuelve un escenario de un torneo internacional, al participar el San Luis en la Copa Sudamericana 2008 y recibir a clubes como Argentinos Juniors y Deportivo Quito. Además, fue sede de los encuentros de Copa Libertadores del 2009, 2010 y 2011 en los que participó el San Luis como local.
El 9 de febrero de 2010, en una conferencia de prensa con los más importantes directivos del San Luis Fútbol Club y el propietario del estadio, Jacobo Payán, se dio a conocer que el estadio Alfonso Lastras Ramírez, sería concluido para el año 2010.
A pesar de haberse pactado una fecha para terminar el estadio, este aún sigue inconcluso aunque se realizaron algunos avances y mejoras en la construcción, por ejemplo: se terminó de la fachada del estadio, agregando detalles que le dieron una mejor apariencia exterior, se pavimentaron los alrededores incluido el estacionamiento de la cabecera sur, se cambiaron las puertas de acceso y se colocó iluminación al exterior.
En 2012 se realizaron pequeñas mejoras al estadio, se retiraron las butacas en la zona de porra visitante y se colocaron en la parte inferior izquierda de la cabecera norte, se instalaron seis zonas para discapacitados en todo el inmueble con servicios para la persona y su acompañante, el área de sanitarios se mejoró y estos ahora cuentan con puertas, espejos y servicio de agua , se remodeló la sala de prensa, además de crearse una zona de estacionamiento exclusiva para prensa, así como un área especial de trabajo en la zona preferente con internet inalámbrico para los medios de comunicación que asistan a los encuentros.
En 2017, el Alfonso Lastras se vuelve nuevamente escenario de una Eliminatoria Mundialista de México quien jugó un partido de eliminatoria para la Copa del Mundo de Rusia 2018 contra Trinidad y Tobago con un marcador de 3-1 en favor de la Selección de México. Para este encuentro el Club renovó la fachada del estadio, se instaló mejor iluminación en accesos así como se renovaron los baños, la zona de bancas fue totalmente reformada, se cambiaron en su totalidad las butacas del área de palcos así como se remodelaron los vestidores y palcos de transmisión.

## Instalaciones
Sus instalaciones actuales constan de:
- 7 rampas de acceso (2 en cada cabecera, una en zona vip y 2 exclusivas para palcos )
- Escaleras eléctricas para la zona de palcos
- Iluminación
- Baños
- Butacas en todo el estadio (pasaron de ser amarillas y azules a rojas y blancas).
- Vestidores para los 2 equipos
- Gimnasio
- Estacionamiento
- 3 pisos de palcos (uno aún en construcción)
- Palcos de transmisión para radio y TV
- Área especial de trabajo en la zona preferente con internet inalámbrico para los medios de comunicación
- Una pequeña zona comercial la cual consta de una pequeña tienda que vende productos oficiales del equipo y tiendas de comida.
- Sala de hidromasaje.

Y para cuando el estadio este concluido al 100% se contará además con:
- Gran palco vip en el centro del tercer nivel de palcos con capacidad para 500 personas, quienes contarán con todos los servicios de sanitarios, bar, restaurante y butacas para disfrutar el partido
- Centro de convenciones en el último nivel de palcos con capacidad para mil personas para usos diferentes y con vista panorámica de la ciudad, debido a la altura equivalente a un edificio de 10 pisos.
- 2 pantallas gigantes.
- Restaurante para 2000 personas.
- Velaria que cubrirá totalmente el área vip del estadio así como su zona de palcos. Además de cubrir la zona oriente del estadio, esta cubierta dará cobijo al salón de convenciones que se edificará en el cuarto piso de la zona de palcos

## Partidos internacionales
| Clasificación para el Mundial de 2006; 8 de octubre de 2005 | México                                  | 5:2 (1:1) | Guatemala                  | Estadio Alfonso Lastras, San Luis Potosí                      |                                                               |
|                                                             | Franco 19' · Fonseca 48', 51', 62', 66' | Reporte   | C. Ruiz 1' · Poniciano 53' | Asistencia: 30 000 espectadores Árbitro(s): Peter Prendergast | Asistencia: 30 000 espectadores Árbitro(s): Peter Prendergast |

| Amistoso; 2 de junio de 2007 | México                                               | 4:0 (2:0) | Irán | Estadio Alfonso Lastras, San Luis Potosí                    |                                                             |
|                              | Borgetti 2' · Lozano 27' · Fonseca 82' · Torrado 86' | Reporte   |      | Asistencia: 30 000 espectadores Árbitro(s): Roberto Silvera | Asistencia: 30 000 espectadores Árbitro(s): Roberto Silvera |

| Clasificación para el Mundial de 2018; 6 de octubre de 2017 | México                                     | 3:1 (0:0)                     | Trinidad y Tobago | Estadio Alfonso Lastras, San Luis Potosí                 |                                                          |
| 20:40 UTC-5                                                 | Lozano 78' · Hernández 88' · Herrera 90+4' | FIFA Reporte CONCACAF Reporte | Winchester 66'    | Asistencia: 25 111 espectadores Árbitro(s): Kimbell Ward | Asistencia: 25 111 espectadores Árbitro(s): Kimbell Ward |

## Conciertos
- Maná Amar es Combatir Tour
- Shakira (Tour Fijación Oral)
- Kudai
- Floricienta
- Kabah (Gira del adiós)
- Intocable (Cruce de caminos)
- Marco Antonio Solis
- Enrique Bunbury